# Баранов, Иван Павлович
Ива́н Па́влович Бара́нов (27 сентября 1918, дер. Понизовье, Череповецкая губерния — 4 декабря 2008, Санкт-Петербург) — советский военнослужащий, войсковой разведчик, гвардии старшина, полный кавалер ордена Славы.

## Биография
Родился 27 сентября 1918 года в деревне Понизовье (ныне Устюженского района Вологодской области) в крестьянской семье. Русский. В 1940 году окончил Ленинградский строительный техникум. Работал на строительстве в Карелии, в Ленинграде на заводе имени Шулакова.
В Военно-Морском Флоте с 1940 года. Окончил полковую школу водолазов, после чего проходил службу в одной из воинских частей Краснознамённого Балтийского флота. На фронте в Великую Отечественную войну с июня 1941 года. В ходе боёв на Ленинградском направлении направлен для дальнейшего прохождения службы в сухопутную часть, во взвод разведки 45-й гвардейской стрелковой дивизии. Член ВКП(б) с 1944 года. 
10 июня 1944 года гвардии старший сержант И. П. Баранов, возглавляя группу разведчиков 129-го гвардейского стрелкового полка проник в тыл противника близ населённых пунктов Териоки и Райвола, лично уничтожил расчёт огневой точки и захватил «языка». Указом Президиума Верховного Совета СССР от 17 июня 1944 года за образцовое выполнение заданий командования в боях с немецко-фашистскими захватчиками награждён орденом Славы 3-й степени. Он стал первым бойцом Ленинградского фронта, удостоенным этой награды.
Помощник командира взвода разведки 129-го гвардейского стрелкового полка гвардии старший сержант И. П. Баранов 26-29 июня 1944 года с группой захвата провёл несколько рейдов в тыл врага в районах городов Ихантала и Реболы, подорвал дот, истребил свыше десятка вражеских пехотинцев, а семерых захватил в плен. Указом Президиума Верховного Совета СССР от 6 июля 1944 года за образцовое выполнение заданий командования в боях с немецко-фашистскими захватчиками награждён орденом Славы 2-й степени.
Командуя взводом автоматчиков 129-го гвардейского стрелкового полка, гвардии старшина И. П. Баранов в ночь на 23 февраля 1945 года скрытно проник в расположение противника у населённого пункта Мазлук и вместе с подчинёнными ликвидировал несколько десятков вражеских солдат и офицеров, подавил 7 пулемётов. Указом Президиума Верховного Совета СССР от 29 июня 1945 года за образцовое выполнение заданий командования в боях с немецко-фашистскими захватчиками награждён орденом Славы 1-й степени, став полным кавалером ордена Славы.
После войны продолжал службу в Вооружённых Силах СССР. С 1961 года в звании майора в запасе, а затем, в звании подполковника, в отставке. Жил в Ленинграде, работал старшим инженером строительного треста «Главленинградстрой».
Участник Парада Победы в Москве 9 мая 1995 года.
Скончался 4 декабря 2008 года в Санкт-Петербурге. Похоронен на кладбище города Сестрорецка.

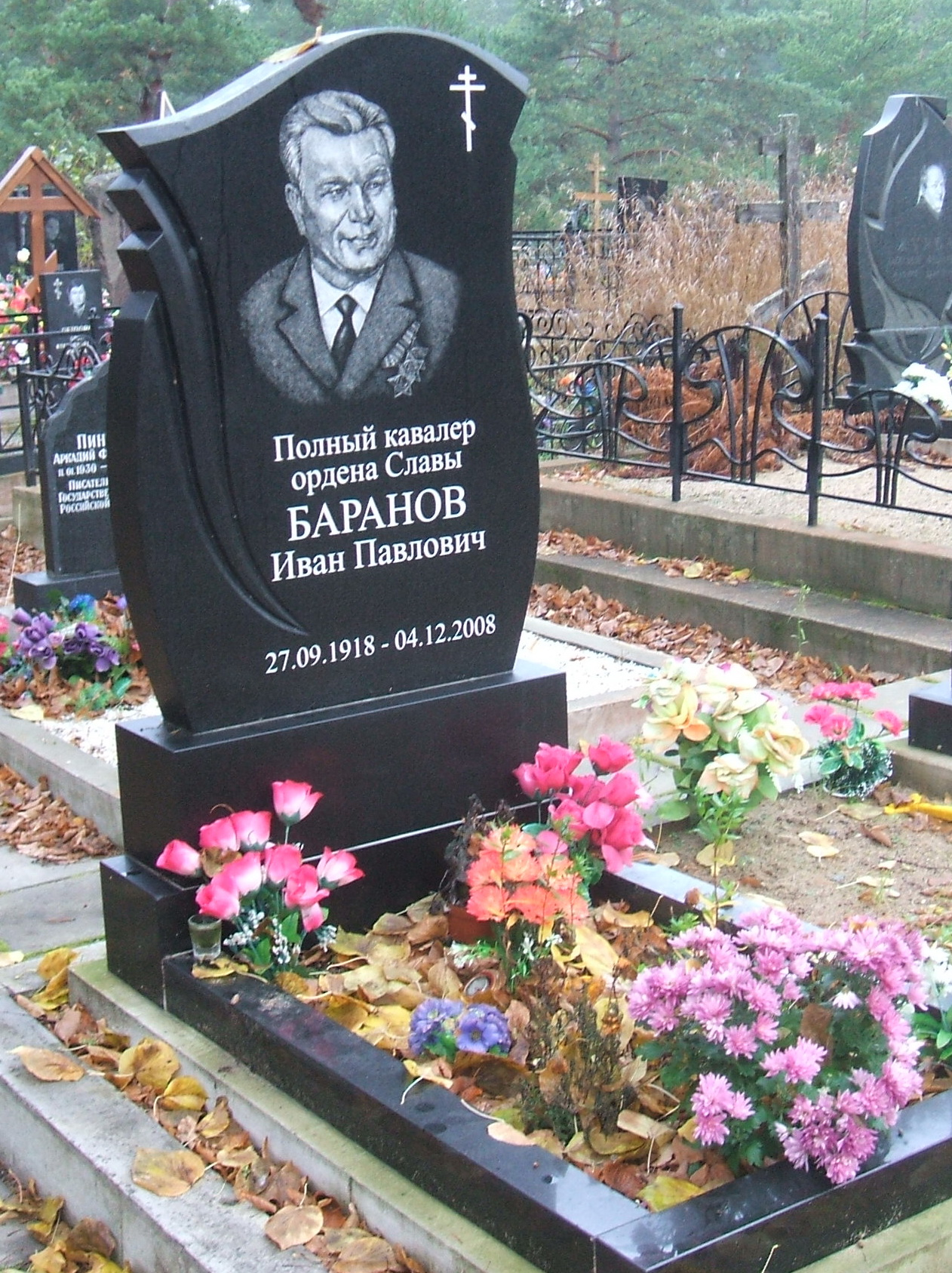
Памятник

## Награды
Награждён орденами Красного Знамени, Отечественной войны 1-й и 2-й степени, Красной Звезды, Славы 1-й, 2-й и 3-й степени, медалями. В связи с 60-летием Победы в Великой Отечественной войне 1941—1945 годов заслуженный ветеран получил 6 мая 2005 года в подарок от Президента РФ памятные наручные часы.